# Třída Foudre
Třída Foudre je třída dokových výsadkových lodí Francouzského námořnictva. Jejich francouzské označení je TCD – Transport de chalands de débarquement. K jejich hlavním úkolům patří výsadek pěchoty a obrněné techniky na nepřipravené pobřeží, logistická podpora námořních sil a plnění humanitárních misí. Lodě jsou vybaveny pro nasazení a podporu plně vybaveného mechanizovaného praporu sil rychlé reakce o síle 35 důstojníků a 435 vojáků s 1 000 tunami nákladu. Výsadek je prováděn pomocí vyloďovacích člunů a vrtulníků.
Obě postavené jednotky již byly francouzským námořnictvem vyřazeny. Foudre byla prodána do Chile, protože ji nahradila Dixmunde (L9015), třetí jednotka třídy Mistral. O Siroco mělo nejprve zájem Portugalsko, ukázalo se však, že plavidlo není kompatibilní s tamními vrtulníky. Plavidlo proto zakoupila Brazílie.

## Stavba
Třída se skládá ze dvou jednotek pojmenovaných Foudre a Siroco. První byla dodána v roce 1990 a druhá v roce 1998. Obě postavila loděnice DCN v Brestu.
Jednotky třídy Durance:
| Jméno  | Zahájení stavby | Spuštěna na vodu   | Vstup do služby   | Status                                                                                         |
| ------ | --------------- | ------------------ | ----------------- | ---------------------------------------------------------------------------------------------- |
| Foudre | 26. března 1986 | 19. listopadu 1988 | 7. prosince 1990  | Vyřazena 2011, týž rok převzata chilským námořnictvem jako Sargento Aldea (LSDH-91), aktivní.  |
| Siroco | 9. října 1995   | 14. prosince 1996  | 21. prosince 1998 | Vyřazena 2015, od 4. dubna 2016 provozována brazilským námořnictvem jako Bahia (G40), aktivní. |

## Konstrukce

Srovnání velikosti lodí třídy Mistral s třídou Foudre

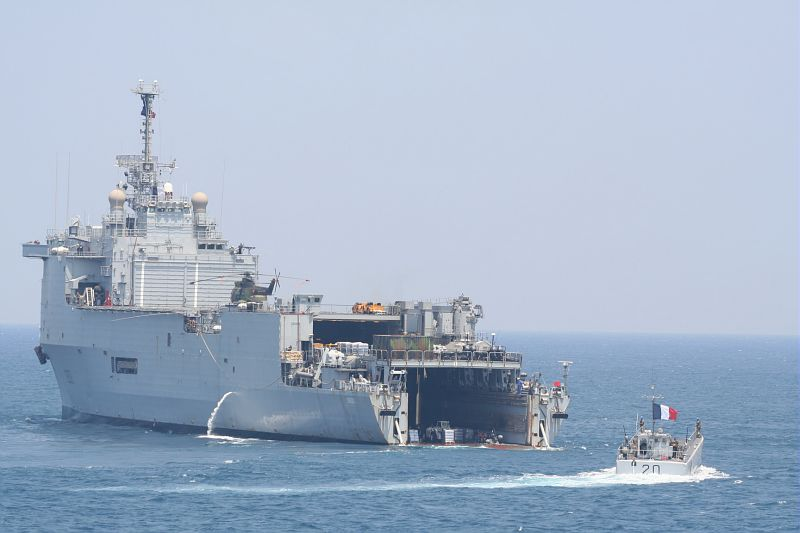
Siroco

Na přídi je hlavní nástavba, za ní se nachází letové paluby pro vrtulníky, pod nimiž je rozměrný palubní dok, který může být využit též pro uskladnění těžké techniky. Posádku lodi tvoří 210 námořníků a 470 vojáků s nákladem. V nouzi se může krátkodobě nalodit až 1600 osob. Na palubě se nachází nemocnice se dvěma operačními sály a 47 lůžky.
Palubní dok má délku 122 metrů, šířku 13,5 metru a výšku 7,7 metru. Může z něj operovat deset středních výsadkových člunů LCM či kombinace jeden LSM a čtyři LCM. Vejde se do něj také hlídkový člun třídy P400. Transportní vrtulníky operují z hlavní letové paluby ve středu lodi a z pomocné letové paluby v prostoru nad palubním dokem. Jsou na nich vyznačena celkem tři přistávací místa. V palubním hangáru mohou být uskladněny dva vrtulníky Aérospatiale SA 321 Super Frelon či čtyři Eurocopter AS332 Super Puma.
Na palubě se nachází dvě dvojitá odpalovací zařízení SIMBAD pro protiletadlové řízené střely krátkého dosahu Mistral s dosahem 5 km. Ty loď chrání proti letadlům a protilodním střelám. Hlavňovou výzbroj tvoří tři 30mm automatické kanóny Breda-Mauser a čtyři 12,7mm kulomety.
Pohonný systém tvoří dva diesely SEMT-Pielstick 16 PC2.5V 400. Nejvyšší rychlost je 21 uzlů. Dosah je 11 000 námořních mil při ekonomické rychlosti 15 uzlů.

## Zahraniční uživatelé

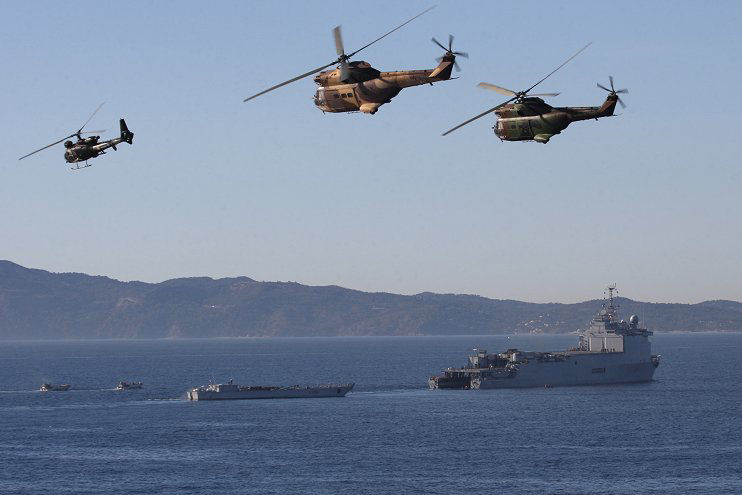
Foudre

Chilské námořnictvo v říjnu 2011 získalo výsadkovou loď Foudre, kterou ve službě nahradila Dixmunde, třetí jednotka třídy Mistral. Do Valparaísa loď dorazila v březnu 2012. Hodnota kontraktu dosáhla 80 milionů amerických dolarů. Chilské námořnictvo tak zaplnilo mezeru ve svých schopnostech, vzniklou vyřazením tankové výsadkové lodě Valdivia (LST 93) patřící k americké třídě Newport. V Chile loď slouží pod názvem Sargento Aldea (LSDH-91).
Druhá jednotka Siroco byla francouzským námořnictvem vyřazena v červenci 2015. U stále poměrně nového plavidla se vyskytlo několik zájemců, včetně Chile, které již provozovalo její sesterskou loď. Vážným zájemcem se stalo Portugalské námořnictvo, ukázalo se však, že Siroco není kompatibilní s tamními vrtulníky EH101 Merlin. Dalším zájemcem se stalo Brazilské námořnictvo, které plavidlo testovalo v prosinci 2014 a využívá vrtulníky, které z třídy Foudre operovat mohou. V září 2015 bylo potvrzeno zakoupení plavidla Brazílií. Výsadková loď vstoupila do služby 4. dubna 2016 pod jménem Bahia (G40).